# Віктор Клонарідіс
Віктор Клонарідіс (грец. Βίκτωρ Κλωναρίδης, нар. 28 липня 1992, Серен, Бельгія) — грецький футболіст, півзахисник турецького клубу «Умранієспор». 
Виступав за молодіжну збірну Бельгії.

## Клубна кар'єра
Вихованець футбольної школи клубу АЕК. Дорослу футбольну кар'єру розпочав 2010 року в основній команді того ж клубу, в якій провів два сезони, взявши участь у 15 матчах чемпіонату.
Згодом з 2012 по 2013 рік грав у складі команд клубів «Лілль» та «Мускрон».
Своєю грою за останню команду привернув увагу представників тренерського штабу клубу «Панатінаїкос», до складу якого приєднався 2013 року. Відіграв за клуб з Афін наступні три сезони своєї ігрової кар'єри. Більшість часу, проведеного у складі «Панатінаїкоса», був основним гравцем команди.
Протягом 2016—2017 років захищав кольори клубів «Ланс» та «Панатінаїкос».
2017 року приєднався до складу клубу АЕК. Протягом наступних трьох сезонів відіграв за афінський клуб 41 матч у національному чемпіонаті.
7 липня 2020 року став на правах вільного агента став гравцем кіпрського клубу АПОЕЛ.

## Виступи за збірну
2012 року залучався до складу молодіжної збірної Бельгії. На молодіжному рівні зіграв в одному офіційному матчі.

## Досягнення
- Володар Кубка Греції:

«Панатінаїкос»: 2013–2014